# کارول سیتی (فلوریدا)
کارول سیتی (به انگلیسی: Carol City) یک منطقهٔ مسکونی در ایالات متحده آمریکا است که در شهرستان میامی-دید، فلوریدا قرار دارد. کارول سیتی ۲۰٫۰ کیلومتر مربع مساحت و ۶۱٬۲۳۳ نفر جمعیت دارد.